# Los gauchos judíos (pel·lícula)
Los gauchos judíos és una pel·lícula argentina dramàtica de l'any 1974. Dirigida per Juan José Jusid. Escrita per Ana María Gerchunoff, Jorge Goldenberg i Oscar Viale, segone el llibre homònim d'Alberto Gerchunoff. Protagonitzada per Pepe Soriano, Dora Baret i Víctor Laplace. Coprotagonitzada per Jorge Barreiro, Luisina Brando, María José Demare, Ignacio Finder, Golde Flami, Marta Gam, Adrián Ghio, Zelmar Gueñol, Maurice Jouvet, Raúl Lavié, Luis Politti, Oscar Viale i China Zorrilla. També va comptar amb les actuacions especials de María Rosa Gallo, Osvaldo Terranova i Ginamaría Hidalgo. La seva temàtica se centra en la immigració jueva a la província d'Entre Ríos, Argentina.
Va ser produïda per Leopoldo Torre Nilsson, amb música i cançons de Gustavo Beytelman i fotografia de Juan Carlos Desanzo. Es va estrenar el 22 de maig de 1975 a l'Argentina, en 1976 en Nova York i en 1980 en Alemanya.

## Repartiment
Hi van intervenir els següents intèrprets:

### Protagonistes
- Pepe Soriano
- Dora Baret
- Víctor Laplace

### Repartiment protagonista
- Jorge Barreiro
- Luisina Brando
- María José Demare
- Ignacio Finder
- Golde Flami
- Marta Gam
- Adrián Ghio
- Zelmar Gueñol
- Maurice Jouvet
- Raúl Lavié
- Luis Politti
- Oscar Viale
- China Zorrilla
- María Rosa Gallo
- Alfredo Hector Rodríguez

### Repartiment principal
- Martín Adjemián
- Max Berliner
- Carlota Bonnefoux
- Franklin Caicedo
- Berta Drechsler
- Pacheco Fernández
- Zulema Katz
- Augusto Kretschmar
- Claudio Lucero
- Gustavo Luppi
- Arturo Maly
- Víctor Manso
- Guillermo Marín
- Matilde Mur
- Ada Nocetti
- Motel Radich
- Eduardo Ruderman
- Leopoldo Verona
- Boneco de Lolo
- Paulino Andrada
- Juan Carlos Gianuzzi
- Héctor Bidonde
- Salo Pasik
- Jorge Sassi
- Miguel Guerberof
- Divina Gloria
- Los hermanos Barrios
- Los hermanos Cuestas
- Alfredo Zitarrosa